# ليبرتاد (مقاطعة بوينس آيرس)
ليبرتاد (بالإسبانية: Libertad, Buenos Aires Province)‏ هي منطقة سكنية تقع في الأرجنتين في Merlo Partido. يقدر عدد سكانها بـ 100,324 نسمة وترتفع عن سطح البحر 26 متر.

## أعلام
- أدريانا زاكس
- ماتياس زاراغوزا